# 唐洋镇
唐洋镇是中国江苏省盐城市东台市下辖的一个镇。

## 行政区划
唐洋镇下辖以下行政区：
新元居委会、安建居委会、红花居委会、心红居委会、郭沙村、二总村、十里村、新储村、朝福村、万红村、红色村、唐胜村、王环村、许腰村、官坝村、乐元村、中苴村、张灶村、联灶村、鼓劲村、众新村。